# ロジウカ
ロジウカ (ウクライナ語: Розівка, 露: Розовка, 英: Rozivka)は、ウクライナのザポリージャ州の都市型集落で、2020年にロジウカ地区（ラヨン）が廃止されるまではラヨンの行政中心地であった。集落はベルダ川の右支川であるKaratysh川の水源近くに位置している。 2021年の人口は3,022人（推定）。

## 経済

### 産業
主な産業は穀物生産、酪農、養鶏、ひまわり生産である。

## 交通

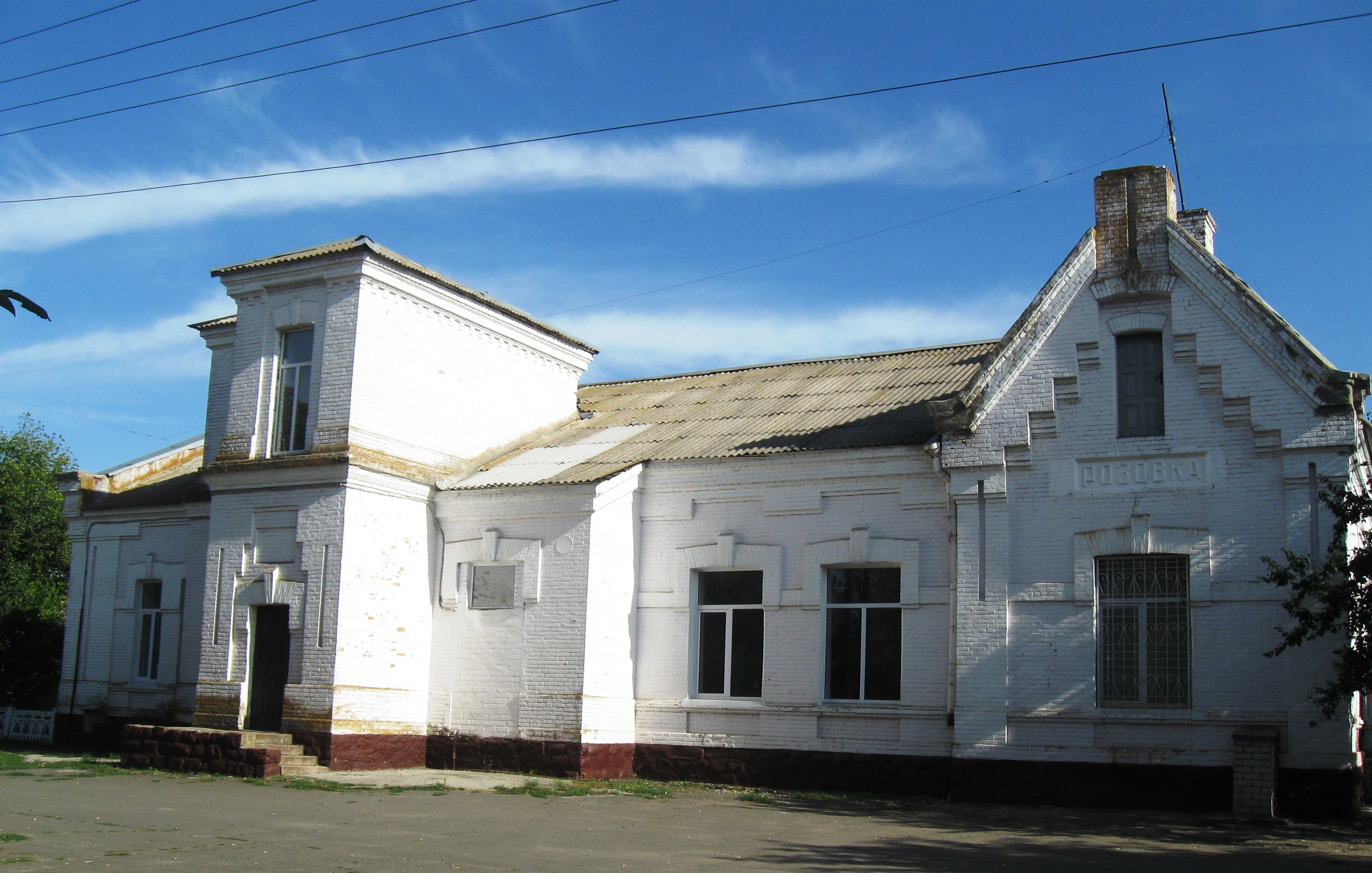
ロジウカの駅

集落はザポリージャとマリウポリを結ぶハイウェイH08上に位置している。
ロジウカ駅からはザポリージャ、ヴォルノヴァーハ、そしてベルジャーンシクへの路線接続があり、旅客列車の運行がある。